# Rebecka Josephson
Ester Rebecka Josephson, född 25 april 2003 i Gustav Vasa församling i Stockholm, är en svensk skådespelare.

## Biografi
Josephson är uppvuxen i Vasastan och har gått i Adolf Fredriks Musikklasser. 
Hon filmdebuterade i huvudrollen som Stella i långfilmen Min lilla syster 2015 och fick för den pris som bästa kvinnliga skådespelare vid International Urban Film Festival i Teheran samma år. Sommaren 2015 medverkade hon i Radioteaterns produktion av Henry James När skruven dras åt och under hösten samma år i operan La bohème på Kungliga Operan.

### Familj
Rebecka Josephson är dotter till regissören Ludvig Josephson och radioproducenten/skådespelaren Anne Kalmering,  sondotter till Erland Josephson och Kristina Adolphson samt barnbarnsbarn till Edvin Adolphson och brorsdotter till Fanny Josephson.

## Filmografi i urval
- 2015 – Min lilla syster
- 2020 – Orca